# Politikatudomány
A politikatudomány (görög eredetű szóval politológia) a politikával, közélettel, annak jelenségeivel foglalkozó elemző tudományág.  A politológia elsődleges célja a politikai események okainak vizsgálata, a tanulságok, következtetések levonása a politikusi torzítások mögött. Elsődlegesen a politikai „intimszférát” kutatja, a háttéreseményeket, az ok-okozati összefüggéseket, melyekből következtetéseket és tanulságokat von le.

## Története
Tudományos értelemben vett gyökerei Európában az ókori görög tudományosságig nyúlnak vissza. A társadalmi intézmények vizsgálata már az ókori öntözéses földművelést végző társadalmakban is megjelentek, hiszen már itt megfogalmazódott az igény az egyének cselekvésének összehangolására, az ehhez szükséges hatalom megszerzésére, a hatalom mögötti társadalmi támogatás, egyetértés fenntartására.
A politikai tudományok művelése a középkorban és az újkorban sem szűnt meg, azonban egy igen szűk társadalmi rétegre korlátozódott, és kezdetben több, az állam igazgatásával kapcsolatos tudományt foglalt össze – pl. kameralizmus név alatt.
A modern politikatudomány kialakulásának előfeltétele volt a polgárosodás, a demokrácia és a jóléti állam kialakulása, illetve a gazdasági válságok és világháborúk okozta konfliktusok és az ezek nyomában megjelenő reformok. Legjelentősebb képviselői Amerikában tevékenykedtek – jóllehet ezek egy jó része az európai emigrációból került ki. Európában ehhez képest némi késéssel jelent meg a politikatudomány önálló modern tudományként a kutatásban és az oktatásban egyaránt. Magyarországon is csak a rendszerváltás legitimizálta a korábbi politikai rendszer leginkább bíráló tudomány kialakulását – hasonlóan az európai helyzethez – jogi, közgazdasági, államigazgatási-közigazgatástudományi és történettudományi előzményekre alapozva, illetve ezek által több szempontból hátráltatva az önállósodási törekvést.
Az intézményi háttér kialakulásához mindenütt szükség volt egy politikai reform erejére Európában. Az oktatási rendszer a mai napig sem egységes, nincs egységes, nemzetközileg standardizált politológia-tananyag, több különböző ajánlás létezik – ezek térben és időben egyaránt változnak.

## Magyar nyelvű politikatudományi képzést nyújtó felsőoktatási intézmények

### Magyarország
- Debreceni Egyetem – Bölcsészettudományi Kar
- Miskolci Egyetem – Bölcsészet- és Társadalomtudományi Kar
- Milton Friedman Egyetem (Budapest)
- Pannon Egyetem (Veszprém) – Humántudományi Kar
- Pázmány Péter Katolikus Egyetem (Budapest) – Bölcsészet- és Társadalomtudományi Kar
- Pécsi Tudományegyetem – Bölcsészet- és Társadalomtudományi Kar
- Szegedi Tudományegyetem – Állam- és Jogtudományi Kar

### Erdély
- Babeș–Bolyai Tudományegyetem (Kolozsvár) – Politika-, Közigazgatás- és Kommunikációtudományi Kar

## Társaságok
- Amerikai Politikatudományi Társaság
- Magyar Politikatudományi Társaság
- Nemzetközi Politikatudományi Társaság